# Рахин (Лиишь)
Рахин (англ. Raheen; ирл. An Ráithín, «маленькая крепость») — деревня в Ирландии, находится в графстве Лиишь, провинция Ленстер.

## Общие сведения
В 1857 году в деревне была построена капитальная церковь Святого Финтана.

## Галерея

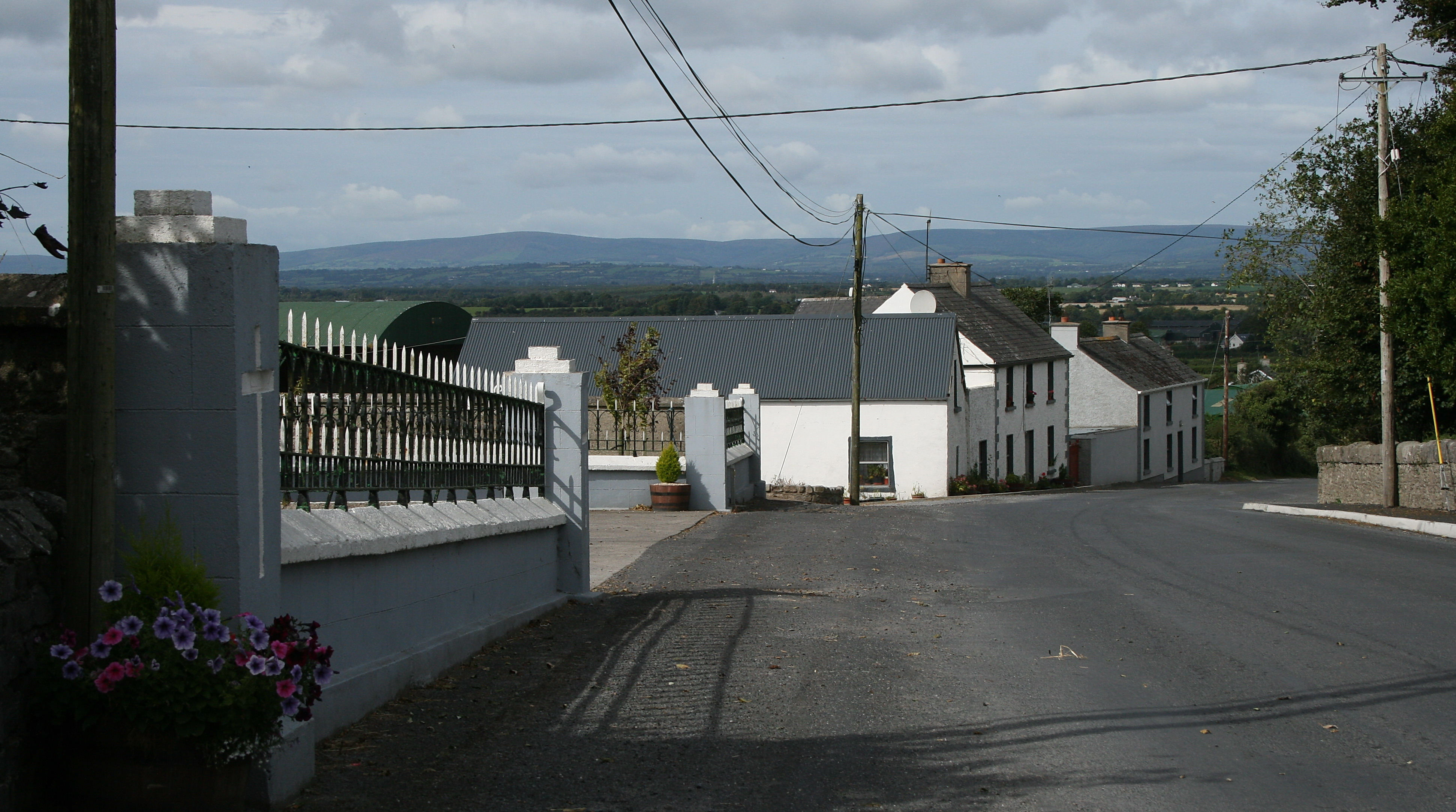
Улица в Рахине
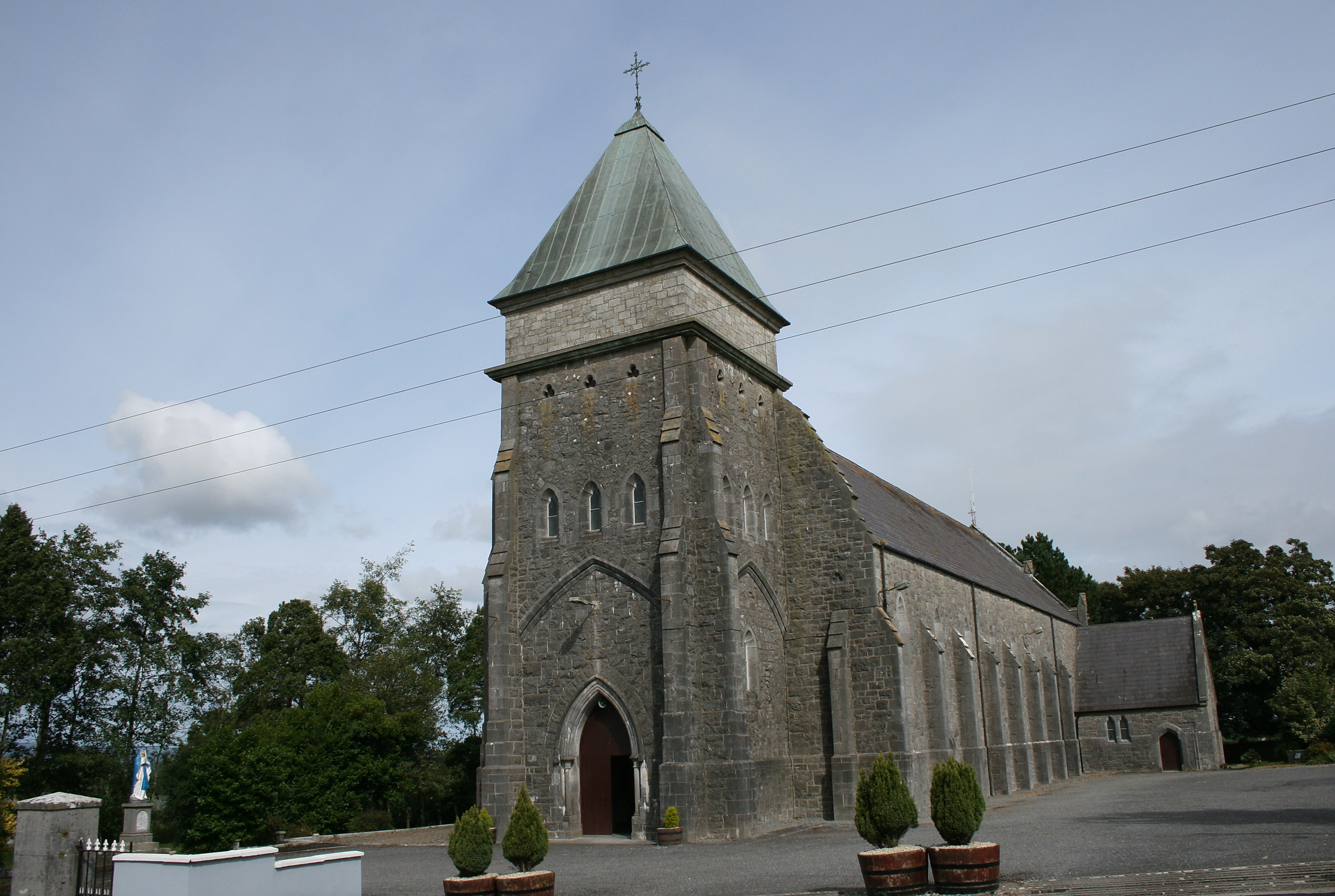
Церковь Святого Финтана
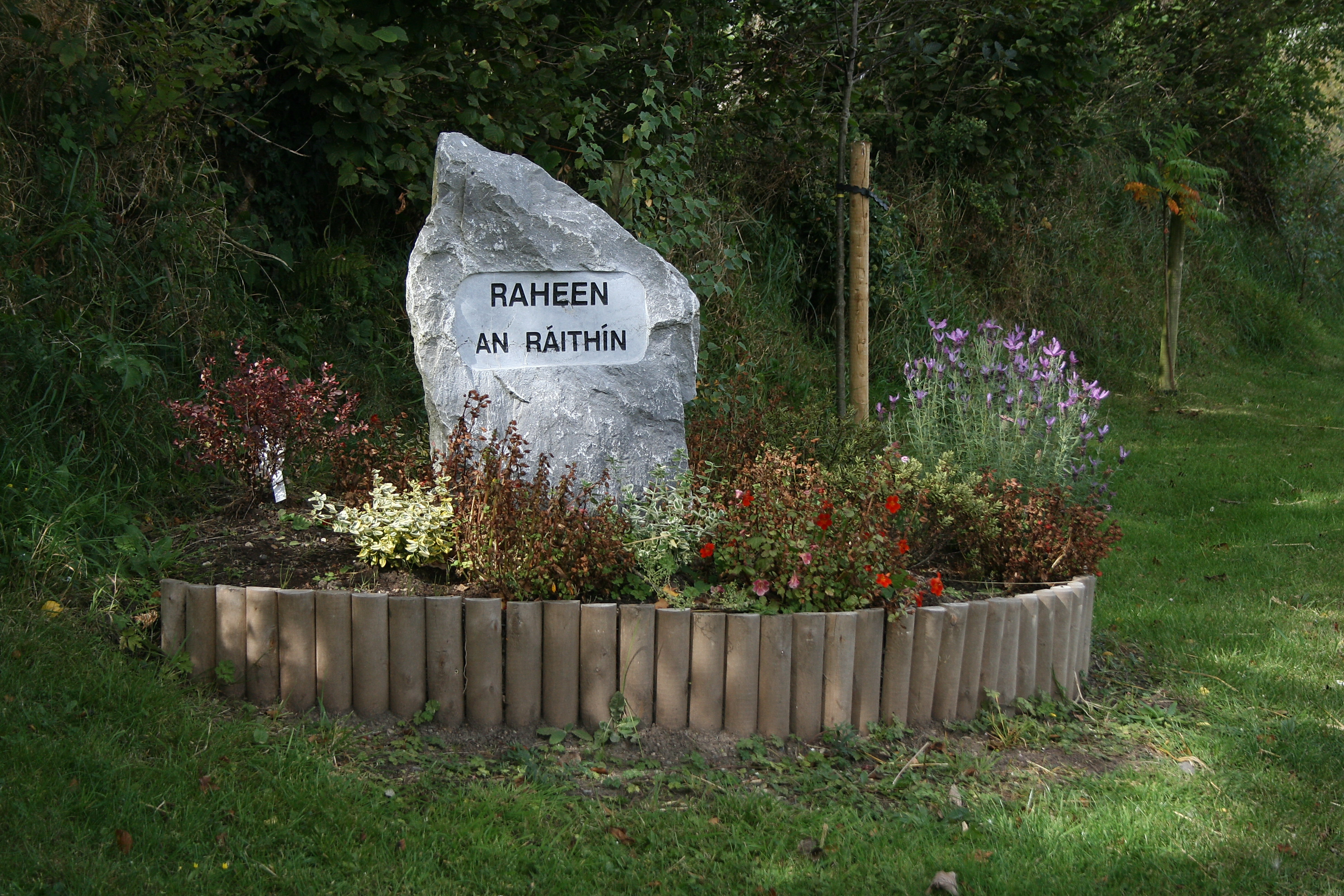